# Ярмарок нічних жахіть
«Ярмарок нічних жахіть» (англ. The Bazaar of Bad Dreams) — збірка оповідань американського письменника Стівена Кінга, англійською вийшла 3 листопада 2015, а українською стала доступною з 7 грудня 2015 року. Це шоста авторська збірка оповідань автора та десята загалом.

## Історія створення
В червні 2014 року на офіційному сайті Стівена Кінга була опублікована новина, що він планує видати «збірку нових історій» восени 2015 року, після публікації роману «Що впало, те пропало». У інтерв'ю Toronto Sun, 6 листопада 2014 року, Кінг оголосив назву збірки і розповів більш детальну інформацію про неї.
| | Восени 2015 року вийде нова збірка оповідань під назвою „Ярмарок нічних жахіть“, яка міститиме близько 20 оповідань. Це має бути доволі об'ємна книга. |
| — Стівен Кінг, Оригінальний текст (англ.) And in the fall of 2015 there will be a new collection of stories called „The Bazaar of Bad Dreams“, which'll collect about 20 short tales. It should be a pretty fat book. | |

Протягом лютого та березня 2015 року, Кінг як особисто, так і через свого помічника, підтвердив, що в збірку увійдуть такі оповідання: «Неслухняна дитина» (опубліковане у 2014 році, як електронна книга французькою та німецькою мовами як подарунок європейським прихильникам творчості Кінга), «Ур» (у новій редакції), «П'яні феєрверки» та «Смерть». Повний список з двадцяти історій було оголошено 20 квітня на вебсайті Стівена Кінга. Обкладинку до книги відкривали частинами в п'ять етапів протягом травня 2015.

## Список оповідань
| № п/п | Назва                        | Назва в оригіналі                          | Вперше опубліковано                                | Перекладач українською   |
| ----- | ---------------------------- | ------------------------------------------ | -------------------------------------------------- | ------------------------ |
| 1     | 81 миля                      | англ. Mile 81                              | як електронна книга (2011)                         | О. Красюк                |
| 2     | Першокласна Гармонія         | англ. Premium Harmony                      | 9 Листопада 2009 в журналі The New Yorker          | О. Любенко               |
| 3     | Сварка Бетмена і Робіна      | англ. Batman and Robin Have an Altercation | вересень 2012 в журналі Harper's Magazine          | О. Любенко               |
| 4     | Дюна                         | англ. The Dune                             | восени 2011 в журналі Granta                       | А. Пітик та К. Грицайчук |
| 5     | Неслухняна дитина            | англ. Bad Little Kid                       | як електронна книга французькою та німецькою, 2014 | А. Рогоза                |
| 6     | Смерть                       | англ. A Death                              | 9 березня 2015 в журналі The New Yorker            | А. Пітик та К. Грицайчук |
| 7     | Церква з кісток              | англ. The Bone Church                      | листопад 2009 в журналі Playboy                    | А. Пітик та К. Грицайчук |
| 8     | Мораль                       | англ. Morality                             | липень 2009 в журналі Esquire                      | А. Пітик та К. Грицайчук |
| 9     | Загробне життя               | англ. Afterlife                            | червень 2013 в журналі Tin House                   | А. Пітик та К. Грицайчук |
| 10    | Ур                           | англ. Ur                                   | як електронна книга (2009)                         | О. Любенко               |
| 11    | Герман Воук все ще живий     | англ. Herman Wouk is Still Alive           | травень 2011 в журналі The Atlantic                | А. Пітик та К. Грицайчук |
| 12    | Вона нездужає                | англ. Under the Weather                    | в збірнику Повна темрява. Без зірок (2011)         | А. Пітик та К. Грицайчук |
| 13    | Біллі Блокада                | англ. Blockade Billy                       | Біллі Блокада (2010)                               | А. Пітик та К. Грицайчук |
| 14    | Містер Яммі                  | англ. Mister Yummy                         | раніше не публікувався                             | О. Красюк                |
| 15    | Томмі                        | англ. Tommy                                | березень 2010 в журналі Playboy                    | А. Пітик та К. Грицайчук |
| 16    | Маленький зелений бог агонії | англ. The Little Green God of Agony        | Книга жахів (2011)                                 | А. Пітик та К. Грицайчук |
| 17    | Автобус з іншого світу       | англ. That Bus is Another World            | серпень 2014 в журналі Esquire                     | А. Пітик та К. Грицайчук |
| 18    | Некрологи                    | англ. Obits                                | раніше не публікувався                             | О. Красюк                |
| 19    | П'яні феєрверки              | англ. Drunken Fireworks                    | Drunken Fireworks аудіокнига (2015)                | А. Рогоза                |
| 20    | Літній грім                  | англ. Summer Thunder                       | З вимкненим світлом (2013)                         | А. Пітик та К. Грицайчук |

## Український переклад
Видавництво «Клуб сімейного дозвілля» видало українською мовою книгу Стівена Кінга «Ярмарок нічних жахіть» 7 грудня 2015 року. Переклад здійснили Олександр Красюк, Олена Любенко, Анатолій Пітик, Катерина Грицайчук, Анастасія Рогоза.